# 鬼吹灯之龙岭神宫 (2020年电影)
《鬼吹灯之龙岭神宫》，改编自天下霸唱小说《鬼吹灯》系列小说，鬼吹灯系列电影之一。是由北京新片场传媒股份有限公司、北京完美影视传媒有限责任公司出品，新片场影业制作和宣发，朴成淑导演，林雨申、康宁、赵雷棋等出演的一部奇幻冒险电影。讲述胡八一、shirley杨和王胖子等人前往陕西龙岭营救孙教授的故事。本片于2020年4月24日在网络平台优酷播出。